# Araneus ferganicus
Araneus ferganicus là một loài nhện trong họ Araneidae.
Loài này thuộc chi Araneus. Araneus ferganicus được miêu tả năm 1983 bởi Bakhvalov.